# Sister
Sister er en sang af den tyske duo S!sters. Den repræsenterede Tyskland ved Eurovision Song Contest 2019 i Tel Aviv. Den sluttede på en 25. plads med 24 point, alle fra internationale juryer fra fem lande.